# Laquon Treadwell
(en) Statistiques sur pro-football-reference
Laquon Malik Treadwell, né le 14 juin 1995 à Chicago, est un joueur américain de football américain.
Wide receiver, il est sélectionné à la 23e place de la draft 2016 de la National Football League par les Vikings du Minnesota.